# Krarup (efternavn)
 For alternative betydninger, se Krarup. (Se også artikler, som begynder med Krarup)
Krarup kan henvise til flere personer i Danmark:
- Krarup (slægt) – en dansk slægt

- Agner Krarup Erlang, matematiker
- Marie Krarup, politiker
- Ole Krarup, politiker og juraprofessor
- Steen Krarup Jensen, kunstner og poet
- Søren Krarup, præst og politiker
- Vilhelm Krarup, præst